# Maria Wojtyszko
Maria Wojtyszko (* 26. září 1982, Varšava) je polská scenáristka, režisérka a dramatička.

## Život
Maria Wojtyszko je dcerou polské scenáristky Henryki Królikowskej Wojtyszko a režiséra, scenáristy a dramatika Macieja Wojtyszka. V roce 2000 začala studovat fakultu Vědy a kultury na Varšavské universitě. Od roku 2001 patří do „Filmové tvůrčí skupiny“, která pracuje v „Mistrovské filmové režisérské škole Andrzeje Wajdy“. V roce 2007 zakončila v téže škole studium režie. Nyní studuje scenáristiku. Píše scénáře pro televizi, své vlastní prózy a divadelní hry. V letech 1998 – 2003 spolupracovala jako scenáristka televizního seriálu „Medová léta“, v roce 2003 na epizodách seriálu „Na společné“, v letech 2005 – 2008 se scenáristicky podílela na seriálu „Životní zkoušky“. Její práce obdržely řadu literárních cen. Například její povídka „Návraty“ byla oceněna v roce 2005 v literární soutěži University v Gdaňsku. Její dramatická prvotina „Bomba“ se zatím dočkala jenom ocenění v literární soutěži „Odvážný Radom“, zato již druhá divadelní hra „Děloha“ se své první inscenace dočkala v březnu roku 2007 v Divadle Žeromskiego ve městě Kielce, která o rok později dostala ocenění „Divoká růže“ jako nejúspěšnější hra divadelní sezóny. Hra samotná se však již v roce 2006 dočkala scénického čtení na divadelním festivalu v Heidelbergu a v „Teatrze Wspólczesnym“ ve Štětíně, kde dostala cenu publika. Ve stejném roce byla publikována v časopisu „Dialog“. V září roku 2007 byla hra „Děloha“ uvedena Divadle „Lofft“ v Lipsku. Divadelní hra „Děloha“ byla přeložena do českého jazyka v roce 2008 a její text je k dispozici v pražském Divadelním ústavu. Třetí divadelní hra Marie Wojtyszko „Snoubenci“ na svou premiéru teprve čeká, nicméně svého českého překladu se dočkala rovněž a její text je k dispozici ve stejné instituci, jako „Děloha“. Této divadelní hry si v roce 2009 všimli studenti v Mariánských Lázních, nastudovali ji a ve svém divadelním souboru GOA ji také v roce 2010 s úspěchem uvedli pravděpodobně ve světové premiéře. Vzhledem k věku Marie Wojtyszko se dá očekávat, že má svou literární dráhu ještě před sebou.